# Rangsit (by)
Rangsit er en thailandsk by i provinsen Pathum Thani.
Indbyggertallet er 78.826, per 2012.
13°59′13″N 100°36′34″Ø / 13.987034°N 100.609485°Ø